# Flugsnappare

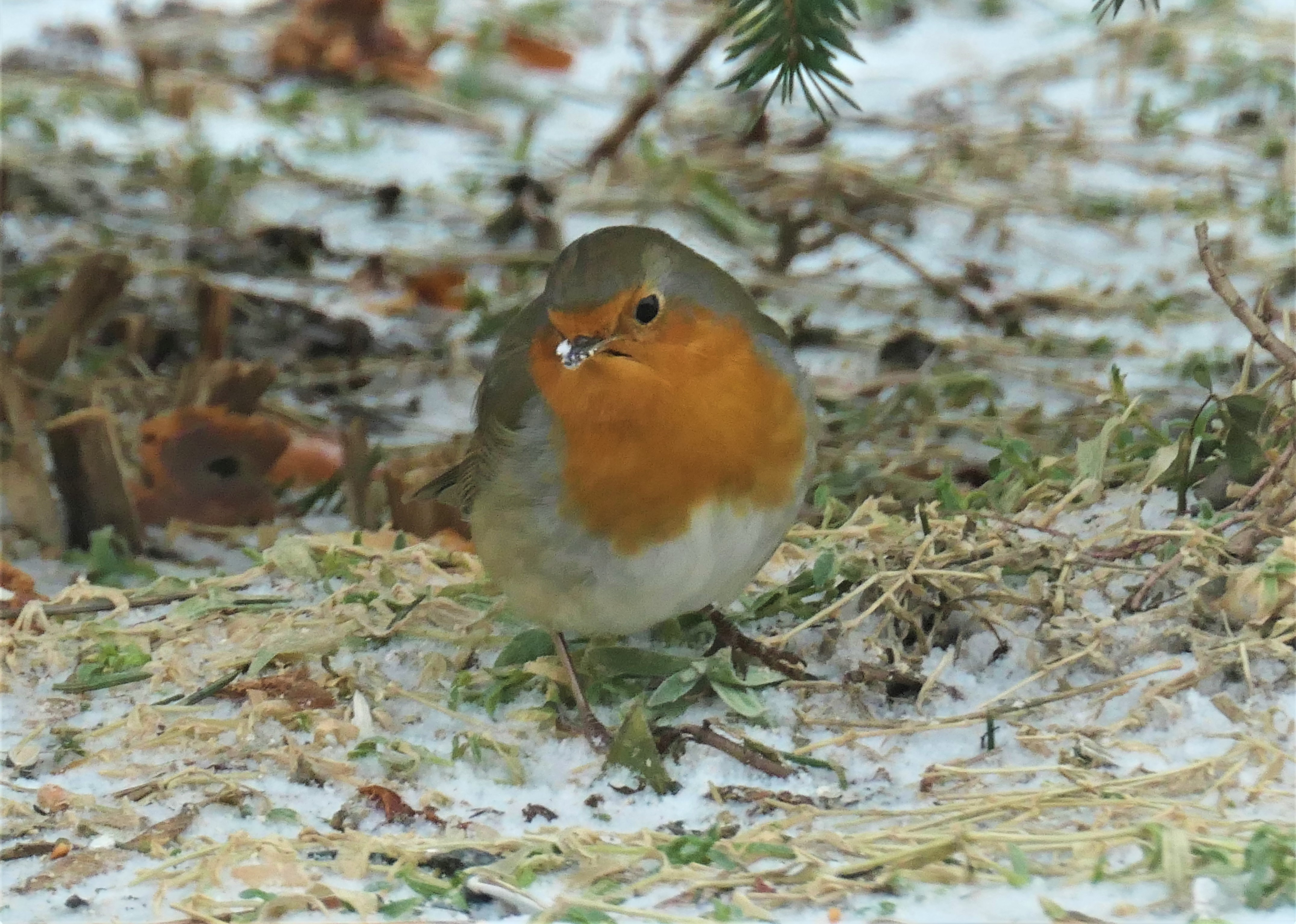
Rödhaken ingår i familjen flugsnappare som ensam art i släktet Erithacus.

Flugsnappare (Muscicapidae), är en familj i ordningen tättingar. Tidigare betraktades en stor del av familjen tillhöra trastarna i Turdidae.

## Utbredning
Familjen, som är nära släkt med trastarna, omfattar en stor mängd släkten och arter som alla har sin utbredning i Europa, Asien, Afrika och till viss del i Australien. Dock finns det en liten population av stenskvätta på Grönland och i Kanada samt blåhake i Alaska.

## Utseende och ekologi
Flugsnappare är huvudsakligen små skogslevande insektsätare och många, precis som familjenamnet antyder, fångar sitt byte i flykten. Utseendemässigt skiljer arterna inom familjen sig åt avsevärt. Merparten bygger välkonstruerade skålformiga öppna bon i håligheter eller öppet i träd och buskar. Åtminstone de i Sverige förekommande flugsnapparna är nattsträckare och flyger inte i flock.

## Systematik
Systematiken för denna grupp har varit och är fortfarande till viss del omstridd. Genetiska studier visar att de flesta av de arter som tidigare behandlades i familjen trastar i underfamiljen Saxicolinae egentligen är flugsnappare. Även andra traditionella trastsläkten som Monticola, Myophonus, Heinrichia, Brachypteryx och Alethe hör hit. Vidare har den överraskande upptäckten gjorts att arten Leonardina woodi inte alls är en timalia som man tidigare trott utan står nära kortvingarna.
Sentida DNA-studier har resulterat i stora förändringar i systematiken även på släktesnivå. Här följer några exempel:
- Djungelflugsnapparna i Rhinomyias placeras numera i Cyornis, Vauriella och Eumyias.
- Stenskvättorna i Oenanthe inkluderar även delar av Cercomela
- Madagaskarstentrastarna i Pseudocossyphus är en del av Monticola
- Luscinia förlorar flertalet av näktergalarna till Larvivora och Calliope
- Rödhake är numera ensam art i sitt släkte Erithacus.
- Rödstjärtarna i Phoenicurus omfattar nu också Chaimarrornis och Rhyacornis.

Dessutom visar sig några arter vara placerade i fel släkten. Till exempel är svarthuvad stentrast (tidigare Thamnolaea semirufus) en stentrast och rödstjärtad flugsnappare är en Ficedula, ej Muscicapa. 

### Underfamiljer och släkten
Följande indelning i släkten och artantal följer AviList och indelningen i underfamiljer följer Zhao et al 2023.
- Underfamilj Muscicapinae
  - Släkte Alethe – 2 arter alether
  - Släkte Tychaedon – 5 arter trädnäktergalar
  - Släkte Cercotrichas – 5 arter trädnäktergalar
  - Släkte Copsychus – 17 arter shamor, inkluderar även Trichixos och Saxicoloides
  - Släkte Agricola – 2 arter flugsnappare
  - Släkte Fraseria – 8 arter flugsnappare
  - Släkte Namibornis – hereroflugsnappare
  - Släkte Empidornis – silverflugsnappare
  - Släkte Sigelus – fiskalflugsnappare
  - Släkte Melaenornis – 7 arter flugsnappare
  - Släkte Myopornis – miomboflugsnappare
  - Släkte Artomyias – 2 arter flugsnappare
  - Släkte Bradornis – 3 arter flugsnappare
  - Släkte Humblotia – karthalaflugsnappare – troligen del av Muscicapa
  - Släkte Muscicapa – 16 arter flugsnappare

- Underfamilj Niltavinae
  - Släkte Leucoptilon – vitstjärtad flugsnappare, tidigare i Cyornis
  - Släkte Sholicola – 2 arter flugsnappare, tidigare i Myiomela eller Brachypteryx
  - Släkte Niltava – 7 arter niltavor
  - Släkte Cyanoptila – 2 arter flugsnappare
  - Släkte Eumyias – 11 arter flugsnappare, inkluderar även flera tidigare i Cyornis och Rhinomyias
  - Släkte Anthipes – 2 arter flugsnappare, tidigare i Ficedula
  - Släkte Cyornis – 32 arter flugsnappare, inkluderar flera tidigare i Rhinomyias

- Underfamilj Cossyphinae – afrikanska arter, inklusive rödhaken
  - Släkte Erithacus – rödhake (Birdlife Sverige urskiljer ytterligare två arter)
  - Släkte Swynnertonia – halvmåneskvätta
  - Släkte Pogonocichla — stjärnskvätta
  - Släkte Stiphrornis – 3 arter skogsskvättor
  - Släkte Cossyphicula – 2 arter snårskvättor
  - Släkte Chamaetylas – 4 arter snårskvättor, tidigare i Alethe
  - Släkte Cossypha – 8 arter snårskvättor
  - Släkte Cichladusa – 3 arter palmskvättor
  - Släkte Xenocopsychus – angolasnårskvätta
  - Släkte Dessonornis – 4 arter snårskvättor, tidigare i Cossypha
  - Släkte Sheppardia – 11 arter akalater

- Underfamilj Saxicolinae - flertalet tidigare placerade i familjen trastfåglar
  - Släkte Irania – vitstrupig näktergal
  - Släkte Luscinia – 4 arter näktergalar
  - Släkte Calliope – 5 arter näktergalar, tidigare del av Luscinia
  - Släkte Myiomela – 3 arter näktergalar
  - Släkte Enicurus – 8 arter klyvstjärtar
  - Släkte Cinclidium – blåpannad visseltrast
  - Släkte Myophonus – 9 arter visseltrastar
  - Släkte Heinrichia – större kortvinge
  - Släkte Leonardina – bagoboskuggsnappare, tidigare i Timaliidae
  - Släkte Vauriella – 4 arter skuggsnappare
  - Släkte Larvivora – 8 arter näktergalar, tidigare i Luscinia och Erithacus
  - Släkte Brachypteryx – 10 arter kortvingar
  - Släkte Ficedula – 35 arter flugsnappare
  - Släkte Tarsiger – 8 arter blåstjärtar och näktergalar
  - Släkte Heteroxenicus – pärlskvätta, tidigare i Brachypteryx
  - Släkte Phoenicurus – 14 arter rödstjärtar
  - Släkte Monticola – 14 arter stentrastar
  - Släkte Saxicola – 13 arter buskskvättor
  - Släkte Campicoloides – drakensbergskvätta
  - Släkte Emarginata – 3 arter skvättor
  - Släkte Pinarochroa – hedskvätta
  - Släkte Thamnolaea – klippskvätta
  - Släkte Myrmecocichla – 7 arter termitskvättor
  - Släkte Oenanthe – 31 arter stenskvättor